# Путешествия Орлокрылого (Коты-Воители)
«Путешествия Орлокрылого» — девятое по счёту специальное издание о Котах-Воителях. Вышла в ноябре 2016 года, в России первая часть появилась в апреле 2019 года, вторая в июле 2019.
На обложке первого тома изображены Орлокрылый и Темнохвост.

## Аннотация
- Ослепление

Много воды утекло с тех пор, как Огнезвёзд и Песчаная Буря, исполняя пророчество звёзд, возродили угаснувшее Небесное племя, объединили его и вернули на путь Воинского закона. Пора испытаний сменилась временем процветания. На границах теперь вновь спокойно, а территория племени полна дичи. Но внезапно целительница Эхо получает от звёздных предков пророчество — Небесных котов предупреждают о надвигающейся беде и заклинают как можно быстрее разыскать потомков Огнезвёзда.
Юный воин Орлокрылый полон решимости проявить себя, исполнить пророчество и защитить товарищей от грядущих опасностей. Какое счастье, что именно в это время в лагере появляется кот по имени Темнохвост и с готовностью предлагает свою помощь, он всеми силами старается заслужить доверие Небесных воинов и даёт бесценные советы. Однако бедствия начинают преследовать племя постоянно: поиски неизменно заканчиваются неудачами, а в жестоких схватках оно теряет одного воина за другим. Кажется, будто чья-то невидимая сила неумолимо подталкивает котов к гибели… Сумеет ли ослеплённое страхом и отчаянием Небесное племя найти путь к спасению в сгустившемся вокруг них сумраке?
- Скитания

Над Небесным племенем сгущаются тучи. После того, как коварный Темнохвост и бродяги захватили ущелье, Небесные коты покидают свой разгромленный лагерь и отправляются в долгий путь, повинуясь зову звёзд и мечте о новом безопасном доме. Изгнанники надеются исполнить пророчество предков — отыскать потомков Огнезвёзда, поселившихся рядом с озером, и занять своё законное место среди других лесных племён. На этом пути их подстерегает множество опасностей и лишений, а некоторым и вовсе не суждено будет дойти до конца.
Для молодого воина Орлокрылого скитания обернутся чередой разлук и страшных потерь. Судьба раз за разом будет испытывать его верность товарищам и воинскому долгу, а также готовность пойти на любую жертву во имя будущего Небесного племени.

## Посвящение
Особая благодарность Черит Болдри.

## Сюжет
- Ослепление

В угодьях звёздных предков Тучезвёзд, Орлятник и Небесная Звезда обсуждают новую угрозу, нависшую над Небесным племенем. Небесная Звезда заявляет, что Небесному племени пришло время покинуть территорию, на которой они живут, и воссоединиться с другими племенами. И хотя Огнезвёзд уже мёртв, живы его потомки, которые помогут Небесному племени. В конце встречи Небесная Звезда изрекает новое пророчество: даже когда огонь погас, остаются искры, и если Небесные коты не найдут эти искры, их будущее будет поистине ужасно.
Тем временем в Небесном племени проходит обучение оруженосец Соколок. Его брат Мраколап и другие ученики частенько балуются, подкармливаясь у Двуногих, и однажды в лагере Двуногих начинается пожар как раз в то время, когда ученики направились туда. Соколок и его наставница Чернушка случайно оказываются неподалёку и бросаются на помощь. Соколку приходится выбирать, кому помочь сначала: Гальке или Мраколапу. Он выбирает Гальку, из-за чего Мраколап погибает, не дождавшись помощи. Соколок винит себя в том, что не спас Мраколапа первым, и ненавидит Гальку за произошедшее.
Через несколько дней Соколка и его сестёр посвящают в воители, юный кот получает имя Орлокрылый. После бдения они отправляются на собрание племени, на котором целительница Эхо рассказывает о новом пророчестве про искры, рассеивающие тьму. Некоторые считают, что погасший огонь — это Огнезвёзд или его потомки в Грозовом племени. Другие же говорят, что это было предупреждением о недавнем пожаре. Коты осматривают место пожара, и Орлокрылый знакомится там с котом по имени Темнохвост, который знает про другие племена. Думая, что этот незнакомец имеет отношение к пророчеству, его на время принимают в племя.
Несколько дней спустя Небесное племя посылает патруль на поиски племён, пользуясь советами Темнохвоста. Однако патрульные натыкаются на группу барсуков, и Билли-шторм погибает в битве с ними. Остальные решают вернуться в лагерь. На обратном пути Орлокрылый и его товарищи встречают домашнюю кошку Бетси, которая рассказывает им, что те барсуки всегда жили в этом месте и все вокруг об этом знают. Орлокрылый удивлён, ведь Темнохвост уверял, что барсуки давно покинули эти места.
Коты возвращаются в лагерь и узнают, что на него напали еноты, которые ранили Эхо и Харвимуна и убили Медохвостую. Узнав о провале миссии, Листвяная Звезда созывает собрание племени. Орлокрылый обвиняет Темнохвоста в смерти Билли-шторма, но остальные поддерживают Темнохвоста, смело сражавшегося с енотами за Небесный лагерь. Эхо считает, что Небесное племя должно как можно скорее найти «оставшиеся искры», пока не стало совсем поздно.
Темнохвост вызывается возглавить новые поиски и приводит своего товарища Дождя в лагерь. Листвяная Звезда соглашается принять их помощь и отправляет новый отряд, куда включает и Орлокрылого. Они сталкиваются со старым приятелем Темнохвоста Жабиком, который рассказывает, что видел в амбаре неподалёку много котов, похожих на воителей. Однако Двуногие спускают на кошек собак, и те убивают Жабика, а остальные спасаются бегством.
Патруль во второй раз возвращается ни с чем и узнаёт, что на Небесное племя снова нападали еноты, а Листвяная Звезда потеряла жизнь. Племя начинает обвинять Темнохвоста в том, что он и есть их угроза, а Орлокрылый, наоборот, пытается защитить его. Орлокрылый ссорится со своим отцом Остроглазом, а Галька, на которую Орлокрылый перестал злиться после смерти Билли-шторма, поддерживает молодого воина.
Через несколько дней Орлокрылый во время патрулирования замечает Темнохвоста, идущего со стороны территории Двуногих. Бродяга зачем-то оставляет еду Двуногих на Небесной территории, но Орлокрылый не решается сообщить кому-то об этом.
Позже Орлокрылый присоединяется к рассветному патрулю во главе с Пчелоусом. Они сталкиваются с группой бродяг, и воителям удаётся прогнать шайку разбойников. Орлокрылый говорит с Темнохвостом о том странном поведении с едой Двуногих, но тот отмахивается тем, что, возможно, он набрался дурных привычек у домашних котов, и просит никому это не рассказывать.
Орлокрылый и Пчелоус сообщают о нападении бродяг. Племя разделяется на два лагеря: одни утверждают, что нужно отправиться по следам бродяг и отбить у них охоту связываться с Небесным племенем, вторые же думают, что они не могут постоянно сражаться. Коты беспокоятся о пророчестве оставшихся искр, и Эхо печально говорит, что предки молчат и никаких больше видений у неё не было.
На следующий день Орлокрылый и Темнохвост разговаривают о чувствах Орлокрылого к Гальке. Воин стесняется обсуждать Гальку с Темнохвостом и в то же время надеется на то, что наблюдательный бродяга прав в том, что Галька тоже неравнодушна к нему. Орлокрылый также надеется, что утренний патруль даст ему возможность помириться с отцом. Орлокрылый и Остроглаз вместе ловят кролика, но, кажется, это не сглаживает их отношения.
Ночью на лагерь нападают бродяги. Орлокрылый замечает их и поднимает тревогу. Вспыхивает битва, во время которой Темнохвост вдруг переходит на сторону бродяг и убивает Скоросвета. Орлокрылый бежит к Темнохвосту, чтобы как следует проучить его, но кто-то из бродяг хватает его и удерживает. Из-под него Орлокрылый видит, как Остроглаз сражается с Дождём и Темнохвостом и те убивают его. Орлокрылый отталкивает своего противника и в ужасе спрашивает Темнохвоста, почему тот обратился против Небесных котов. Белый кот говорит, что с самого начала хотел уничтожить Небесное племя, и предлагает Орлокрылому присоединится к его стае, но воин отказывается. Темнохвост оставляет его в покое и уходит.

## Издание в России
В России книга вышла в 2019 году и состоит, как и все специздания, из двух томов. Первый том называется «Ослепление», второй — «Скитания».